# Synodites hilaris
Synodites hilaris är en stekelart som först beskrevs av Woldstedt 1880.  Synodites hilaris ingår i släktet Synodites och familjen brokparasitsteklar. Inga underarter finns listade i Catalogue of Life.